# Grotte
Grotte (Grutti in siciliano) è un comune italiano di 5 056 abitanti del libero consorzio comunale di Agrigento in Sicilia.

## Origini del nome
Si vuole che il presente nome di Grotte sia originario dal termine punico "Erbessus", nel quale idioma essa sta a significare "Mons Foveae" ovvero abbondante di grotte (dal latino volgare "gruptae", corruzione del greco "cryptae", κρύπται) cioè "Monte Incavato". Poiché il territorio di Grotte, per lo più natura calcarea, abbonda di spelonche e caverne, si pensa che Grotte sia sorto sulle rovine dell'antica Erbesso di cui parla Polibio, distinta però dall'altra Erbesso nel libero consorzio comunale di Siracusa, pur essa ricca di grotte e di caverne.

## Storia

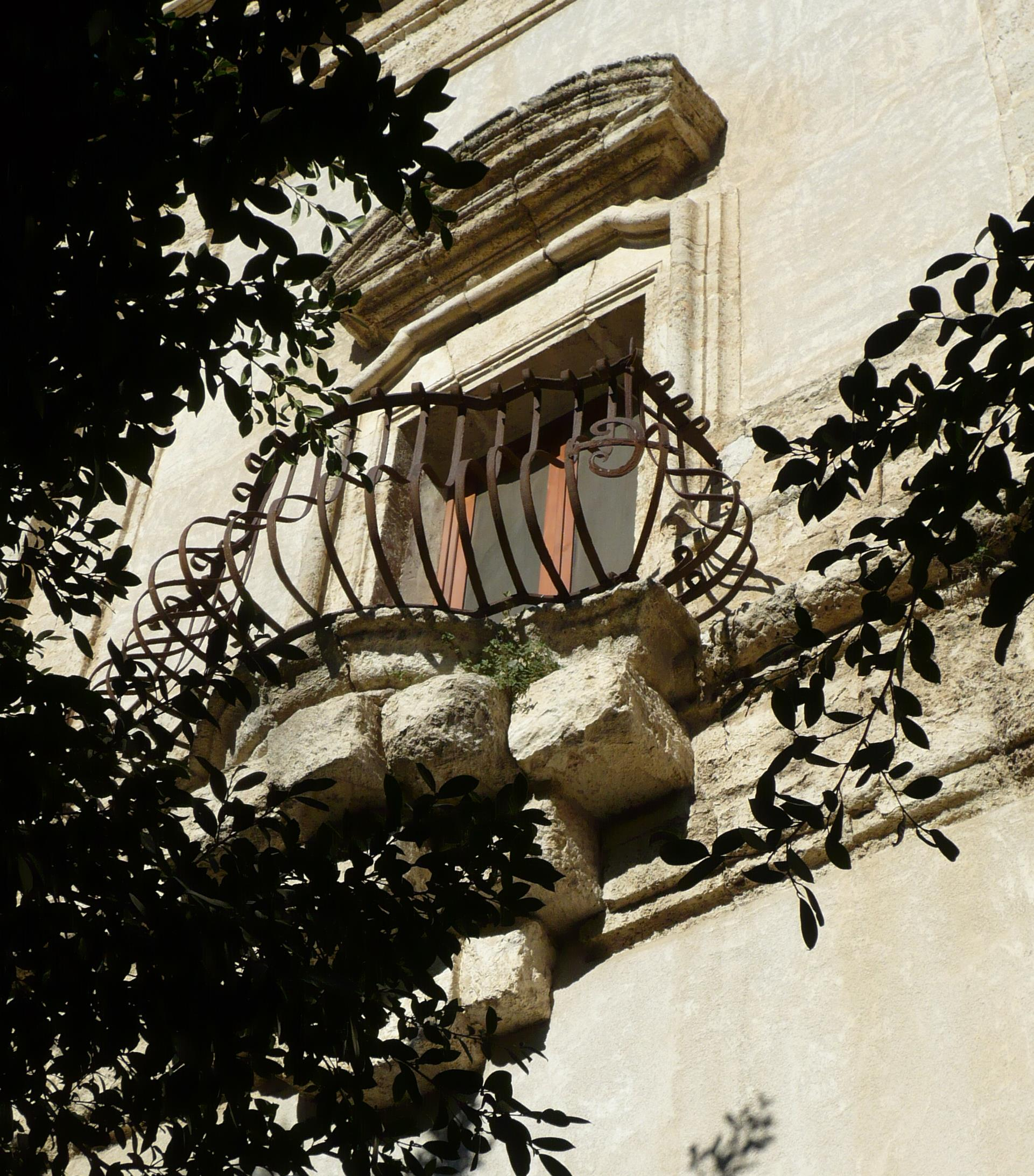
Balcone in ferro sulla torre campanaria

Secondo Polibio Erbesso dovette essere un villaggio distrutto dai romani nella Prima guerra punica, durante l'assedio della città di Agrigento, e del quale essi si servirono come luogo di deposito di viveri e di materiale bellico. Grotte sotto gli Aragonesi fu terra feudale, cioè terra in cui l'amministrazione del re veniva delegata ad un vassallo che la riceveva in beneficio. Appartenne pertanto ai Ventimiglia, ai Montaperto, poi, nella seconda metà del XVIII secolo a Don Vincenzo La Grua Talmanca Principe di Carini, discendente del protagonista del truce episodio in La baronessa di Carini che tanto eco suscitò nel cinquecento in tutta la Sicilia. La Grua, carico di debiti, nel 1800 vendette ed assegnò le proprie terre ai vari creditori.
Tra il 1873 ed il 1876 nel paese si determinò uno scisma della religione cattolica per iniziativa del sacerdote Luigi Sciarratta che, accogliendo parecchi elementi della confessione evangelica diede origine ad una vera e propria chiesa separata. Quindi egli si rivolse alla diocesi agrigentina con una lettura a stampa nella quale invita i fedeli a seguire la vera religione. Scomunicato da Pio IX, la cui infallibilità papale era stata dichiarata appena un triennio prima nel Concilio Vaticano I, lo Sciarratta venne abbandonato dai suoi seguaci, e la chiesa separata ben presto si estinse.

### Simboli
Lo stemma del casato di Don Vincenzo La Grua è costituito da una gru con la sua vigilanza su un manto foderato di ermellino, esso è rimasto come stemma del comune.

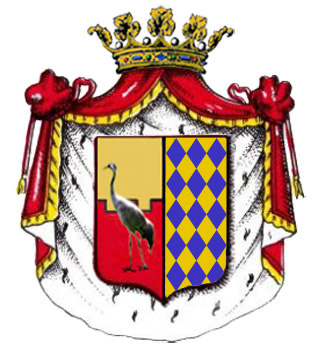
Stemma della famiglia La Grua

Il gonfalone è costituito da un drappo d'azzurro, frangiato d'oro, con la scritta "Comune di Grotte", 
caricato dello stemma comunale partito: nel 1° troncato innestato attraversato dalla gru con la sua vigilanza al naturale; nel 2° losangato; lo scudo è accollato a un mantello cremisi, foderato d'armellino, e sormontato da un elmo regale, adornato da pennacchi.

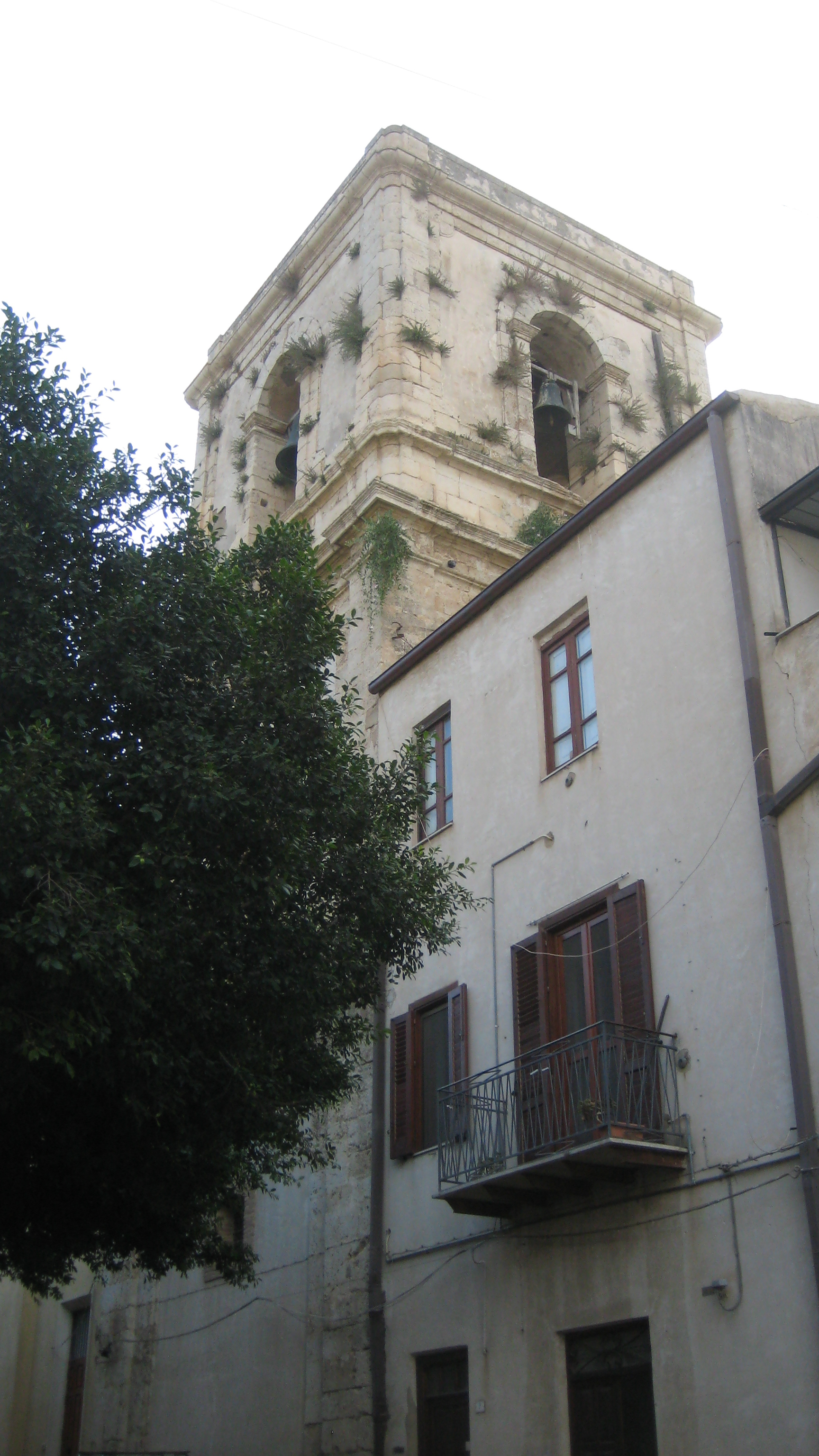
Campanile della chiesa madre

## Monumenti e luoghi d'interesse
Dell'originario borgo, Grotte conserva:

### Architetture religiose
- Chiesa Madre con loggia campanaria balaustrata.
- Chiesa del Carmelo.
- Chiesa San Rocco.
- Chiesa del Purgatorio del Settecento, quasi integra nella purezza delle sue linee.
- Il Calvario che si apre sul corso principale con un erto e largo sentiero fiancheggiato da cipressi secolari e dominato dalla minuscola chiesetta della Croce dove annualmente si svolgono le funzioni del Venerdì Santo.
- La casa di Padre Vinti, in particolare la sua angusta stanzetta, dove il Servo di Dio si chiudeva per ore intere in Comunione con Dio, sostando lungamente in preghiera, inginocchiato dinanzi alla Sua Immagine, è ancora oggi un luogo in cui si avverte la Sua affascinante presenza.
- Il centro polifunzionale San Nicola (ex chiesa S. Nicola)

### Architetture militari
- La Torre Ottagonale situata nella parte alta dell'abitato, inglobata nelle nuove costruzioni edilizie.

### Siti archeologici
Il territorio di Grotte, dove a perdita d'occhio, si distendono vigneti e mandorleti, presenta delle caratteristiche naturali come il monumentale masso roccioso della "Pietra" ("Rocca Petra" in siciliano) con bucherellato di grotte preistoriche.
Interessanti dal punto di vista archeologico e storico i loculi della "Scintilìa" a pochi chilometri dal centro abitato.

## Società

### Evoluzione demografica
Abitanti censiti

### Tradizioni e folclore
Il santo patrono di Grotte è Santa Venera la cui festività ricorre il 14 novembre, ma la fiera del bestiame si tiene per la festa della Madonna delle Grazie, la prima settimana di settembre.
Molto importante è la festa di Pasqua che prende inizio il giorno Delle Palme e si conclude il giorno di Pasqua, dove viene rievocata tutta la Passione di Cristo descritta nei vangeli e coinvolgendo tutta la cittadinanza con processioni e recite tratte dal testo drammaturgico "Il Riscatto di Adamo nella morte di Gesù Cristo" di Filippo Orioles.

## Economia
Il territorio del comune è compreso nella zona di produzione del Pistacchio di Raffadali D.O.P.
La miniera di zolfo di Stretto Cuvello offriva lavoro a molti operai. Parte del prodotto veniva usato in agricoltura e parte destinato alle industrie chimiche per la produzione dell'acido solforico. Tra le attività artigianali vi era la manifattura di articoli di lana. Oggi comunque l'economia si basa sulla vendita di corredi e tappeti orientali e, sia a livello provinciale che regionale, rappresenta un'importante realtà economica.

## Infrastrutture e trasporti

### Ferrovie
- Stazione di Grotte

## Amministrazione
Di seguito è presentata una tabella relativa alle amministrazioni che si sono succedute in questo comune.
| Periodo          | Periodo          | Primo cittadino     | Partito                       | Carica      | Note  |
| ---------------- | ---------------- | ------------------- | ----------------------------- | ----------- | ----- |
| 28 marzo 1988    | 27 maggio 1989   | Decio Terrana       | Democrazia Cristiana          | Sindaco     | [ 7 ] |
| 4 luglio 1989    | 7 dicembre 1991  | Antonio Carlisi     | Democrazia Cristiana          | Sindaco     | [ 7 ] |
| 7 dicembre 1991  | 7 dicembre 1993  | Filippo Giambra     | Partito Socialista Italiano   | Sindaco     | [ 7 ] |
| 7 dicembre 1993  | 1º dicembre 1997 | Antonio Cimino      | Centro - Sinistra             | Sindaco     | [ 7 ] |
| 1º dicembre 1997 | 28 maggio 2002   | Antonio Carlisi     | centro-destra                 | Sindaco     | [ 7 ] |
| 28 maggio 2002   | 27 maggio 2003   | Antonino La Mattina |                               | Comm. pref. | [ 7 ] |
| 27 maggio 2003   | 17 giugno 2008   | Giacomo Orlando     | centro-sinistra               | Sindaco     | [ 7 ] |
| 18 giugno 2008   | 12 giugno 2013   | Paolo Pilato        | lista civica                  | Sindaco     | [ 7 ] |
| 12 giugno 2013   | 11 giugno 2018   | Paolino Fantauzzo   |                               | Sindaco     | [ 7 ] |
| 12 giugno 2018   | 28 maggio 2023   | Alfonso Provvidenza | lista civica Grotte nel cuore | Sindaco     | [ 7 ] |
| 28 maggio 2023   | in carica        | Alfonso Provvidenza | lista civica Grotte nel cuore | Sindaco     | [ 7 ] |

### Gemellaggi
- Lenola
- Militello Rosmarino
- Mircea Vodă

### Altre informazioni amministrative
Il comune di Grotte fa parte delle seguenti organizzazioni sovracomunali: regione agraria n.3 (Colline del Platani).

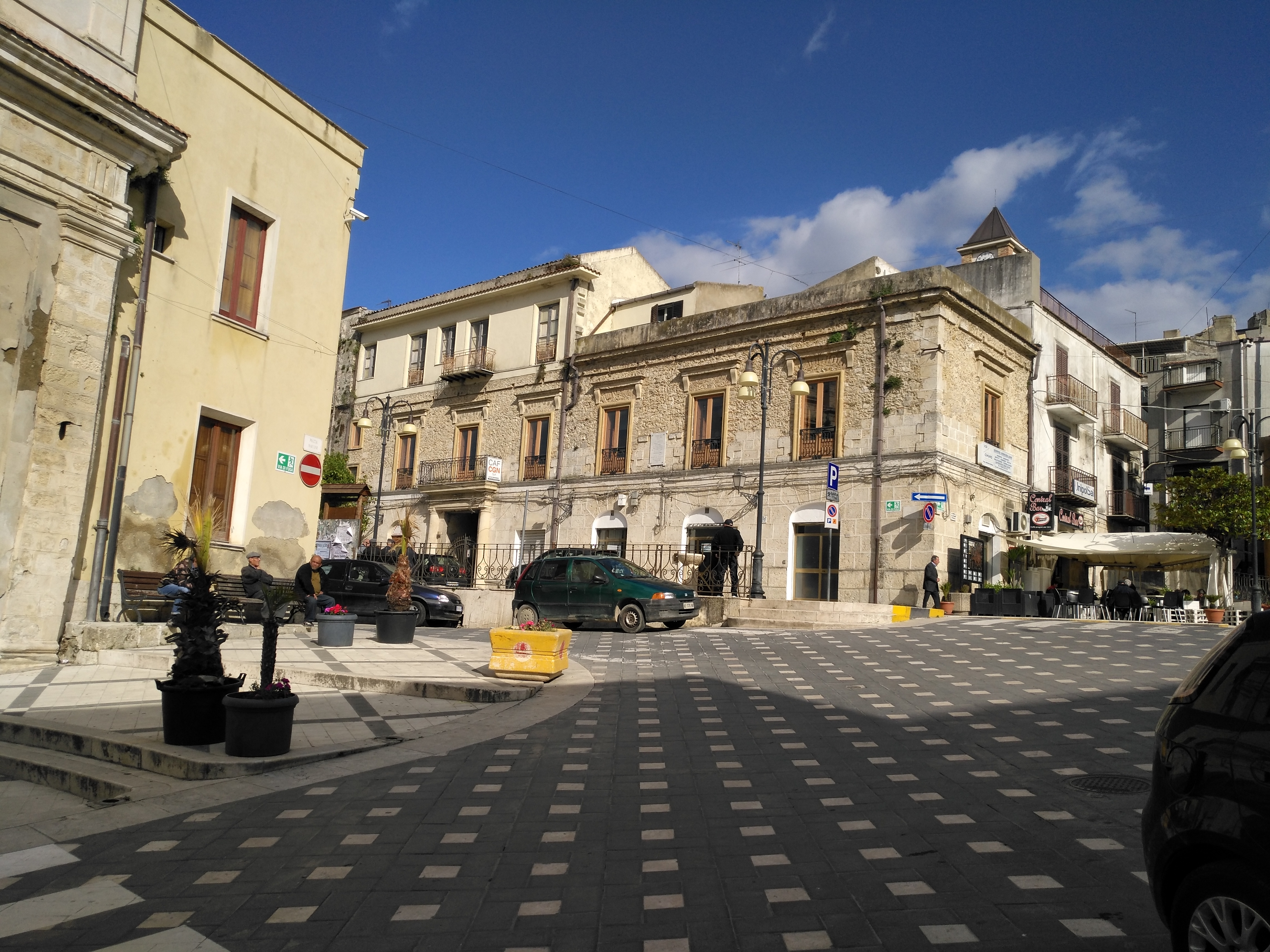
Piazza Marconi a Grotte